# Arnaud Le Lan
Arnaud Le Lan (ur. 22 marca 1978 w Pontivy) – były francuski piłkarz występujący na pozycji obrońcy.

## Kariera klubowa
Le Lan profesjonalną karierę rozpoczynał w drugoligowym FC Lorient. Debiutował tam w sezonie 1996/1997. Rozegrał wówczas dwa spotkania w Ligue 2. Rok później wywalczył z Lorient awans do ekstraklasy. W Ligue 1 po raz pierwszy wystąpił 25 września 1998 w zremisowanym 1-1 pojedynku z FC Metz. W najwyższej klasie rozgrywkowej spędził z klubem jeden sezon, a potem powrócił z nim do drugiej ligi. Lorient spędził tam kolejne dwa lata, a potem ponownie awansowało do ekstraklasy. 20 października 2001 Le Lan strzelił pierwszego gola w ekstraklasie. Było to w przegranym 2-4 pojedynku z Troyes AC. W 2002 roku wywalczył z Lorient Puchar Francji. Był także finalistą Pucharu Ligi Francuskiej, gdzie ulegli 0-3 Girondins Bordeaux. Natomiast w rozgrywkach ligowych uplasowali się na ostatniej, osiemnastej pozycji i zostali zdegradowani na zaplecze ekstraklasy. Wówczas Le Lan odszedł z klubu. W sumie w Lorient spędził sześć lat. W tym czasie zagrał tam 115 razy i zdobył 2 bramki.
Latem 2002 został zawodnikiem Stade Rennais, grającego w pierwszej lidze. Pierwszy ligowy występ zanotował tam 31 sierpnia 2002 roku w przegranym przez jego zespół 1-3 meczu z SC Bastią. Jego największym osiągnięciem w ciągu trzech sezonów pobytu na Stade de la Route de Lorient był półfinał Pucharu Francji w 2003 roku. W Rennes grał łącznie trzy lata i przez ten czas rozegrał tam 58 spotkań.
W 2005 roku podpisał kontrakt z drugoligowym En Avant Guingamp. W barwach Guingamp w lidze zadebiutował 29 lipca 2005 w zremisowanym 1-1 meczu z CS Sedan. W Guingamp szybko przebił się tam do wyjściowej jedenastki i stał się podstawowym graczem składu ekipy ze Stade du Roudourou. W sumie spędził tam trzy sezony. Łącznie rozegrał tam 87 spotkań.
W 2008 roku trafił do pierwszoligowego FC Lorient, którego barwy reprezentował już w latach 1996-2002.
| Sezon   | Klub              | Kraj    | Rozgrywki  | Mecze | Bramki | Rozgrywki Europy | Mecze | Bramki |
| ------- | ----------------- | ------- | ---------- | ----- | ------ | ---------------- | ----- | ------ |
| 1996/97 | FC Lorient        | Francja | Division 2 | 2     | 0      | -                | -     | -      |
| 1997/98 | FC Lorient        | Francja | Division 2 | 12    | 0      | -                | -     | -      |
| 1998/99 | FC Lorient        | Francja | Division 1 | 10    | 0      | -                | -     | -      |
| 1999/00 | FC Lorient        | Francja | Division 2 | 33    | 1      | -                | -     | -      |
| 2000/01 | FC Lorient        | Francja | Division 2 | 37    | 0      | -                | -     | -      |
| 2001/02 | FC Lorient        | Francja | Division 1 | 21    | 1      | -                | -     | -      |
| 2002/03 | Stade Rennais FC  | Francja | Ligue 1    | 22    | 0      | -                | -     | -      |
| 2003/04 | Stade Rennais FC  | Francja | Ligue 1    | 20    | 0      | -                | -     | -      |
| 2004/05 | Stade Rennais FC  | Francja | Ligue 1    | 16    | 0      | -                | -     | -      |
| 2005/06 | En Avant Guingamp | Francja | Ligue 2    | 36    | 0      | -                | -     | -      |
| 2006/07 | En Avant Guingamp | Francja | Ligue 2    | 23    | 0      | -                | -     | -      |
| 2007/08 | En Avant Guingamp | Francja | Ligue 2    | 28    | 0      | -                | -     | -      |
| 2008/09 | FC Lorient        | Francja | Ligue 1    | 23    | 0      | -                | -     | -      |
| 2009/10 | FC Lorient        | Francja | Ligue 1    | 20    | 0      | -                | -     | -      |
| 2010/11 | FC Lorient        | Francja | Ligue 1    | 16    | 0      | -                | -     | -      |
| 2011/12 | FC Lorient        | Francja | Ligue 1    | 14    | 0      | -                | -     | -      |
| 2012/13 | FC Lorient        | Francja | Ligue 1    | 13    | 1      | -                | -     | -      |

Stan na: 13 czerwca 2013 r.